# Гревениц, Николай Александрович (1874)
Барон Николай Александрович Гревениц (1874—1931) — российский государственный деятель, Херсонский (1911—1915) и Черниговский (1916—1917) губернатор. Действительный статский советник (1914), камергер (1914).

## Биография
Родился 27 июля (8 августа) 1874 года в семье барона Александра Александровича Гревеница (Александр Фридрих Авраам) Гревениц (1837—1901) — действительного статского советника, директора Санкт-Петербургского воспитательного дома. Дед по отцу — Александр Фёдорович Гревениц (1806—1884). Мать — Кристина Яковлевна Гревениц (урожд. Виллие; 1847 — 17.11.1917). Его сёстры:
- Александра Александровна (1866—1947)[4], замужем за кузеном, бароном Борисом Николаевичем (Борисом Теодором Рудольфом) Гревеницем[5]
- Анна Александровна (1868—1948)[4], замужем за бароном Йоханнесом (Яном) Александровичем фон Гойнинген-Гюне[5]
- Ольга Александровна (1871—1939)[4], замужем за Николаем Кошелевым[5] — предводителем дворянства, а затем и губернатором Гродно[4]
- София Александровна, замужем за инженером-архитектором Андреем Феликсовичем Пелем (Poehl; 1878—1938)[5]

В 1894 году окончил Александровский лицей X классом и поступил на службу. С 1904 — камер-юнкер, в 1907 году — надворный советник. С 13 июля 1907 года — Казанский вице-губернатор; 19 мая 1908 года был произведён в коллежские советники. С 15 декабря 1908 года — Екатеринославский вице-губернатор.
С 28 февраля 1911 года был назначен Херсонским губернатором; с 19 мая — в чине статского советника. В звании камергера с 1914 года; в том же году стал действительным статским советником.
В 1916 году назначен Черниговским губернатором.
В Петербурге жил по адресу: Матвеевская улица, 3.
После революции 1917 года эмигрировал в Бельгию, где и ныне живут его потомки.
Умер в Брюсселе в 1931 году — 2 января или 4 января.

## Награды
- Орден Святого Станислава 2-й ст. (1904);
- Орден Святой Анны 2-й ст. (1907);
- Орден Святого Владимира 4-й ст. (1909);
- Высочайшая благодарность (1915).
- Медаль «В память царствования императора Александра III»;
- Медаль «За труды по первой всеобщей переписи населения»;
- Медаль «В память 100-летия Отечественной войны 1812 г.» (1912);
- Медаль «В память 300-летия царствования дома Романовых» (1913);
- Знак отличия «за труды по землеустройству»[6].

## Семья
Женился в Казани 12 ноября 1908 года на Анне Михайловне Стрижевской.
Сын — Александр Николаевич (12.06.1911—20.02.1988), с 1933 года был женат на правнучке А. С. Пушкина.